# Arphia saussureana
Arphia saussureana är en insektsart som beskrevs av Bruner, L. 1889. Arphia saussureana ingår i släktet Arphia och familjen gräshoppor. Inga underarter finns listade i Catalogue of Life.